# Gaston Bigard
Pour les articles homonymes, voir Bigard.

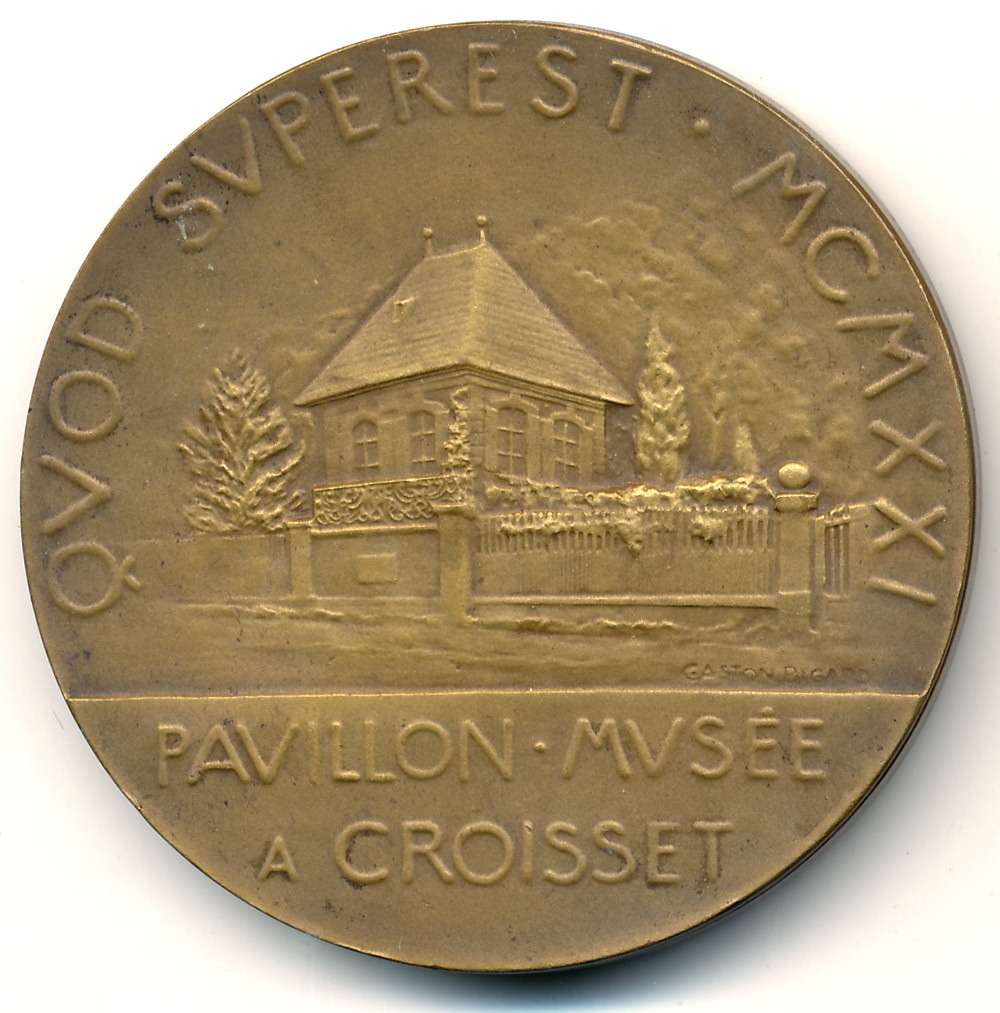
Revers de la médaille de Gustave Flaubert par Gaston Bigard, Pavillon-musée à Croisset (1921), bronze 50 mm

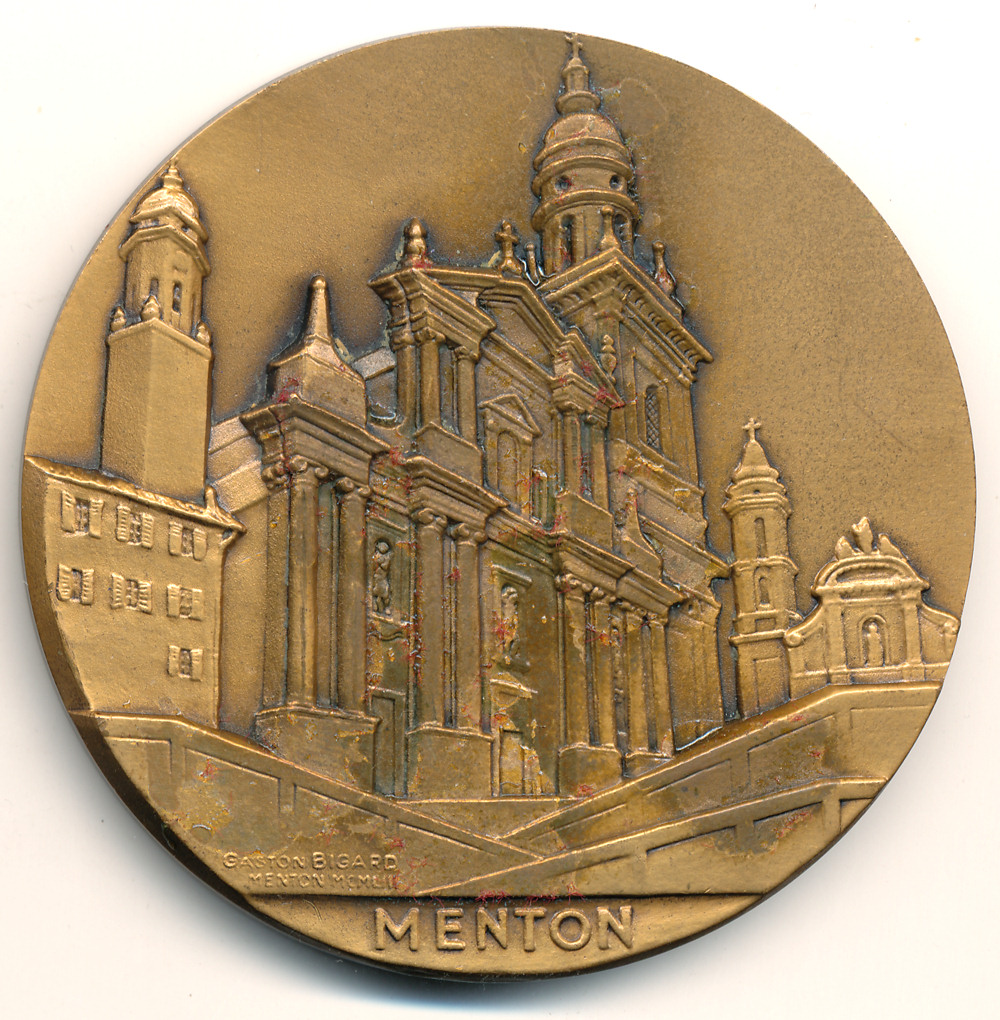
Revers de la médaille de la ville de Menton par Gaston Bigard (1953), bronze 67 mm

Gaston Bigard, né le 30 mars 1883 à Paris  et mort le 14 janvier 1962 à Menton, est un graveur sur métaux et médailliste français.

## Biographie
Fils d'un employé de commerce, Gaston Bigard naît le 30 mars 1883 dans le 18e arrondissement de Paris.
Métallier, membre du Salon des artistes français, il y expose de 1914 à 1929 et obtient diverses récompenses telles une médaille d'or à l'Exposition de 1925 et une médaille du Salon des artistes français. 
Officier de l'Instruction publique, lauréat de la Société d'encouragement à l'art et à l'industrie, certaines de ses œuvres sont conservées au Musée des arts décoratifs.